# Petra Münzel
Petra Münzel (* 27. Mai 1955 in Miltenberg) ist eine deutsche Politikerin (Bündnis 90/Die Grünen).
Nach ihrem Abitur studierte Münzel für das Lehramt an Grund- und Hauptschulen in Würzburg. Sie wurde daraufhin Grund- und Hauptschullehrerin in Miltenberg und Obernburg. Sie war auch sechs Jahre lang Mitglied im Verwaltungsrat der Sparkasse.
1991 wurde Münzel Mitglied der Grünen, nachdem sie bereits 1990 Kreisrätin wurde. 2002 wurde sie Stadträtin in Erlenbach am Main. Von 1994 bis 2003 saß sie im bayerischen Landtag und war dort Tierschutzbeauftragte sowie Frauen- und bildungspolitische Sprecherin der Fraktion.
Sie ist verheiratet mit Wolfgang Münzel, mehrfacher Deutscher Meister im Berglauf.